# Nederkogel
Nederkogel är en bergstopp i Österrike. Den ligger i distriktet Imst och förbundslandet Tyrolen, i den västra delen av landet. Toppen på Nederkogel är 3 163 meter över havet.
Nederkogel är den högsta punkten i trakten. Närmaste större samhälle är Sölden, 5,7 km norr om Nederkogel. 
Trakten runt Nederkogel består i huvudsak av kala bergstoppar och alpin tundra.